# 吉夢熊
吉夢熊（1721年—1794年），字毅扬，号渭崖，又号研经老人，江蘇省丹陽縣人。清朝政治人物。進士出身。

## 生平
乾隆二十二年（1757年）丁丑科二甲進士。選翰林院庶吉士，授編修。改廣東道監察御史。乾隆二十九年（1764年）升兵科給事中。乾隆三十二年（1767年）任鸿胪寺少卿、升光禄寺少卿，乾隆三十三年（1768年）任通政司参议，尚书房行走，升太仆寺少卿、通政司副使，乾隆三十五年（1770年）升顺天府尹。乾隆三十九年（1774年）迁太仆寺卿，并提督福建學政。乾隆四十三年（1778年），任内阁侍读学士，乾隆四十九年（1784年）诏与千叟宴。乾隆五十二年（1787年）补太仆寺卿，乾隆五十三年（1788年）任通政使，乾隆五十四年（1789年）再任福建学政。乾隆五十六年（1791年）告病回籍，乾隆五十九年（1794年）卒，年七十四歲。嘉庆八年（1803年）入祀江南乡贤祠。

## 外部連結
- 汪新 （页面存档备份，存于） 中研院史語所

| 官衔          | 官衔 | 官衔          |
| ------------- | --- | ------------- |
| 前任： 汪新   | 提督福建學政 乾隆三十九年九月初一辛亥（1774年10月5日）任                                                | 繼任： 沈初   |
| 前任： 劉躍雲 | 提督福建學政 乾隆五十四年九月十四丁酉（1789年11月1日）任 乾隆五十六年九月十六戊子（1791年10月13日）病去 | 繼任： 鄒奕孝 |